# Leptogaster palparis
Leptogaster palparis là một loài ruồi trong họ Asilidae. Leptogaster palparis được Loew miêu tả năm 1847. Loài này phân bố ở vùng Cổ Bắc giới.